# Spirobrachia tripeira
Spirobrachia tripeira — вид багатощетинкових кільчастих червів родини Погонофори (Siboglinidae).  Абісальний вид, що поширений у водах Атлантичного океану біля берегів Іспанії.

## Опис
Тіло хробака складається з голови, циліндричного сегментованого тіла і хвостової частини. Голова складається з лопаті (ротова частина) та парних щупалець.